# رنو تالیانت
رنو تالیانت یک سدان کامپکت کوچک (سگمنت بی) است که توسط خودروساز فرانسوی رنو از سال ۲۰۲۱ تولید می‌شود. این خودرو به عنوان جانشین داچیا لوگان و رنو سیمبل ساخته شده‌است و پلت فرم خود را از نسل سوم داچیا لوگان گرفته‌است. نام «تالیانت» از کلمه "talent" به معنی «استعداد» گرفته شده‌است.

## بررسی اجمالی

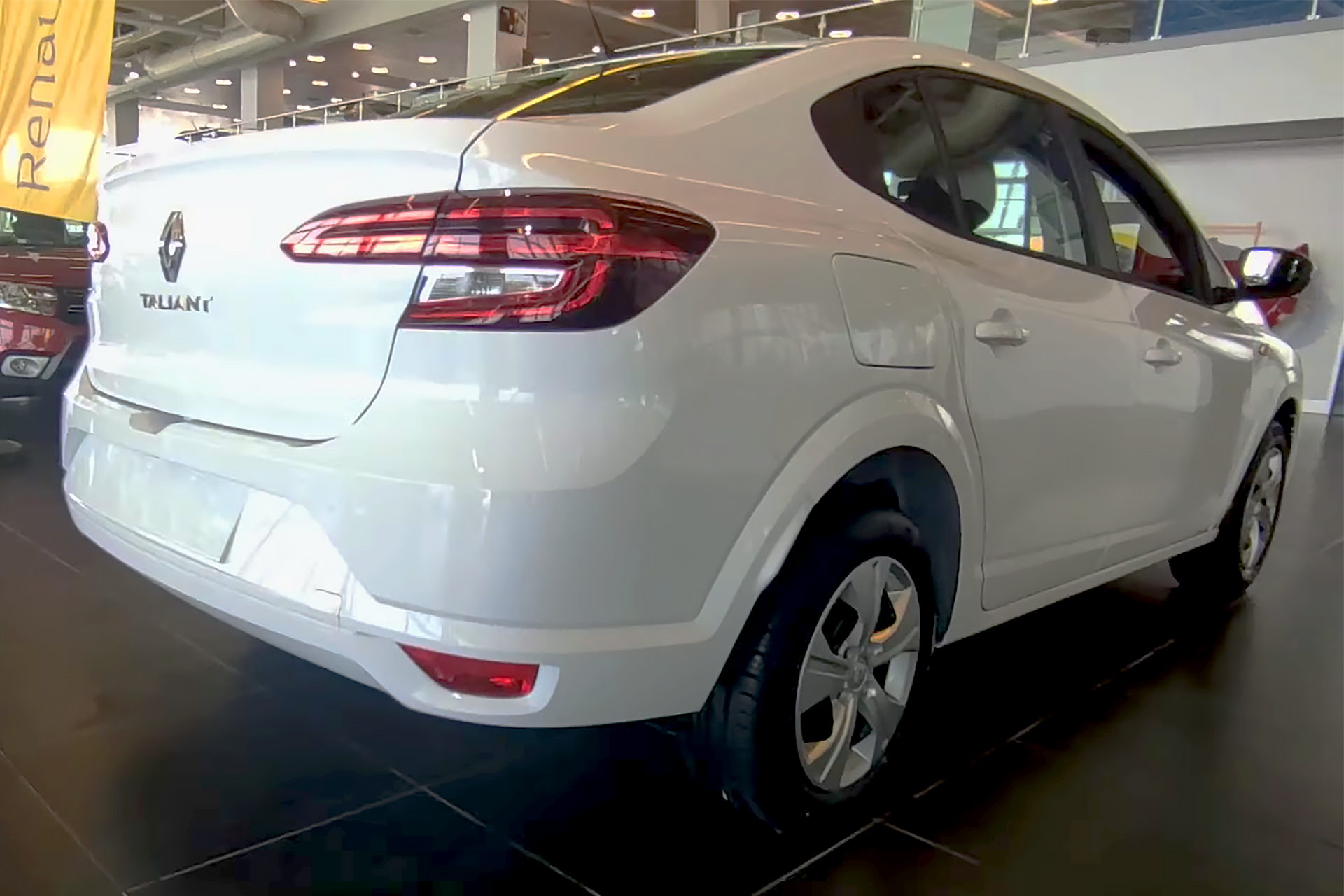
نمای عقب

رنو تالیانت در ترکیه در ۱۱ مارس ۲۰۲۱ رونمایی شد و در ۲۴ مه ۲۰۲۱ به فروش رسید. این خودرو تا حد زیادی بر اساس نسل سوم سدان داچیا لوگان طراحی شده و بدنه مشابهی را با تغییراتی در نمای جلو، قسمت عقب و خطوط شانه درهای جانبی با لوگان دارد. همانند لوگان، تالیانت بر اساس پلت فرم سی‌ام‌بی‌اف-ال‌اس است.